# El Nervión (1856)
El Nervión, subtitulado «periódico político, mercantil, literario y de interés del país», fue un periódico publicado en la ciudad española de Bilbao en 1856.
Fundado y editado por Joaquín Barrera y Piedramillera, su primer número apareció el 23 de junio de 1856, estando dirigido por José de Yrigoyen. Relacionado con la publicación previa El Liberal Vizcaíno, fue en cierta medida favorable al bienio progresista y mantuvo posiciones en relación con los fueros bastante moderadas, apostando por una renovación de estos. Considerado por Joseba Agirreazkuenaga un periódico adscrito al liberalismo progresista, Javier Fernández Sebastián lo ha considerado un nexo entre este y el incipiente grupo demócrata. Su último número apareció el 28 de noviembre de 1856.
Existió otro periódico con el mismo título publicado en Bilbao entre 1891 y 1936.